# 田嘉生
田嘉生（？—？），榜名田嘉年，字會伯，號静持，浙江绍兴府山陰縣人，明末清初政治人物。

## 生平
崇禎九年（1636年）丙子科浙江鄉試第九十七名舉人，崇禎十年（1637年）丁丑科會試五十一名，三甲一百九十名進士。兵部觀政，十二年補淮安府簡較，十四年升巴陵知縣。甲申後足跡不入城市，家貧，授徒以終。著有《松月轩望遥集》一卷。

## 家族
曾祖田时；祖田元福，庠生；父田士杰，庠生。